# Piper krukoffii
Piper krukoffii är en pepparväxtart som beskrevs av Truman George Yuncker. Piper krukoffii ingår i släktet Piper och familjen pepparväxter. Inga underarter finns listade i Catalogue of Life.